# Tjong-Alai
Tjon-Alajskij Rajon (ryska: Чон-Алайский Район) är ett distrikt i Kirgizistan.   Det ligger i oblastet Osj, i den sydvästra delen av landet, 400 km söder om huvudstaden Bisjkek.